# Ledeburg-palota

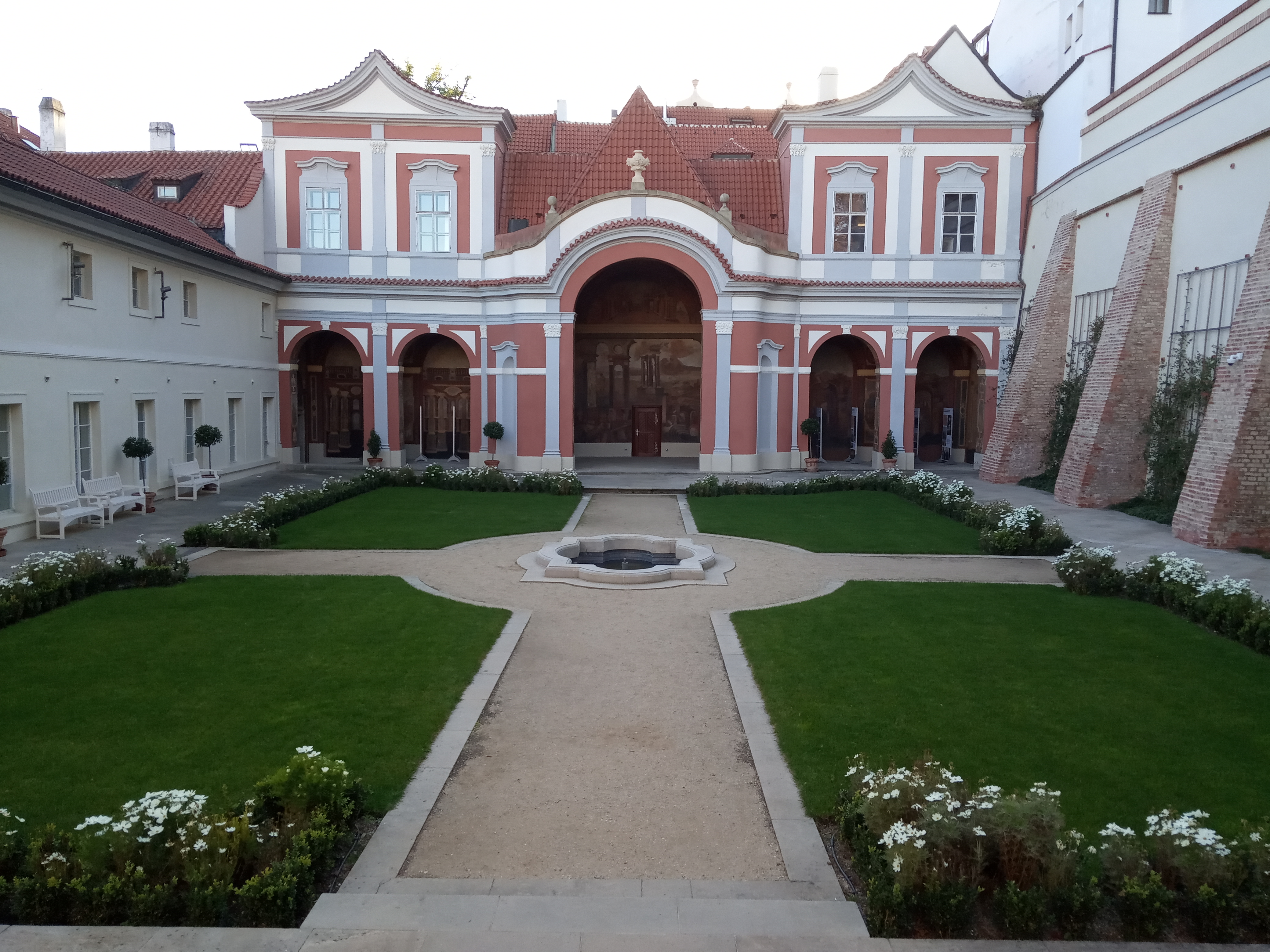
A sala terrena a parter felől

A Ledeburg-palota a Kisoldalban, a Valdstejn téren áll a névadó Waldstein-palotával szemben.

## Története
Az 1541-ben a Kisoldal jelentős részét elpusztító tűzvész előtt a mai palota helyén feltehetően öt középkori ház állt. A tűzvész után a telkeket valaki fokozatosan felvásárolta és összevonta. Az így kialakított nagy ingatlant a kolovrati Jan Václav Novohradský (1638-1690) vásárolta meg, és azon Giovanni Domenico Orsi tervei szerint 1665–1669 között barokk palotát építtetett. Az építkezésnél felhasználták a korábbi épületek maradványait, amelyek közül a legjelentősebb a telek nyugati szélén állt ház egykori márvány portálja.
1697–1727 között a palota a Trautmannsdorf családé volt. Ők különösen a kertet alakították át, mivel a ház mögötti domboldalt a Novohradskýk nem parkosították.
A palota következő tulajdonosa a Kolovrat-Krakovský család lett. Johann Karl Kolowrat-Krakowsky az 1780-as évek második felében Johann Ignaz Palliardi terve alapján részben újjáépíttette az épületet; ekkor készült el annak ma is látható klasszicista homlokzata. 1801 után ugyanő fejezte be a palotát a nyugati szárny felépíttetésével.
Az épületet a kerthez kapcsoló sala terrena valószínűleg Giovanni Santini munkája, és 1810 körül készült. Kiképzése pompeii és herculaneumi ásatások emlékét idézi.
1852-ben Adolf Ledeburg (Adolf Ledebour) gróf vásárolta meg a palotát, és annak belső terét Jan Maximilián Heger építésszel neobarokk stílusúvá alakíttatta át.

## Az épület
A palota alaprajza nagyban alkalmazkodik az eredeti, gótikus házakéhoz; ezért erősen tagolt, két belső udvarral. A kétszintes, klasszicista főhomlokzat díszítései barokk jellegűek. Az öttengelyes középrizalit tetejét háromszög alakú oromzat koronázza, két oldalán pedig egy-egy portál nyílik.

## Jelenlegi használata
Az épületben a Zeneművészeti Akadémia néhány fakultását és a Színháztudományi Intézetet helyezték el.

## Fordítás
- Ez a szócikk részben vagy egészben  a   Ledebourský palác című cseh Wikipédia-szócikk ezen változatának fordításán alapul.  Az eredeti cikk szerkesztőit annak laptörténete sorolja fel. Ez a jelzés csupán a megfogalmazás eredetét és a szerzői jogokat jelzi, nem szolgál a cikkben szereplő információk forrásmegjelöléseként.